# Omar Akram

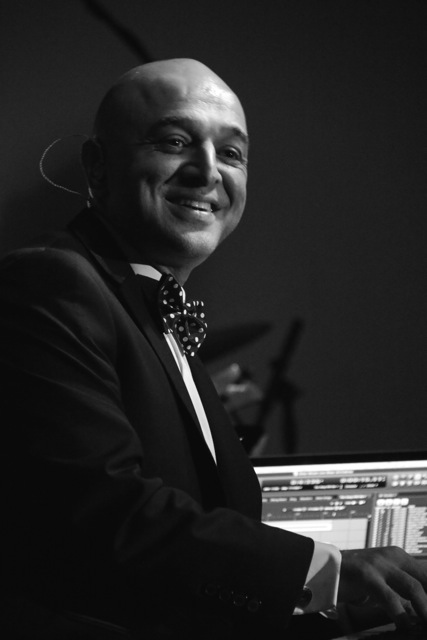
Omar Akram (2015)

Omar Akram (* in New York) ist ein afghanisch-US-amerikanischer Pianist und New-Age-Musiker.

## Biografie
Omar Akram wurde als Sohn afghanischer Eltern in New York geboren. Während seiner Kindheit zog die Familie wegen der diplomatischen Tätigkeit seines Vaters immer wieder um und so lebte er zeitweise in den USA, der tschechischen Republik, der Schweiz, Frankreich, Kuba und Afghanistan. Akram bekam eine klassische Klavierausbildung. Die europäische Klassik, die lateinamerikanische Musik und die New-Age-Musik des Franzosen Jean Michel Jarre haben die musikalische Entwicklung von Akram maßgeblich geprägt.
In den 1990ern zog Omar Akram nach Los Angeles. 1996 beschloss er, ein eigenes Album aufzunehmen, und es dauerte bis 2002, bis das Album mit dem Titel Opal Fire fertiggestellt war, mit Real Music ein Label fand und veröffentlicht wurde. Das Album erreichte, wie auch später die beiden Nachfolger Free as a Bird und Secret Journey, die Top 20 der New-Age-Charts.
Bis zu seinem vierten Album Echoes of Love vergingen fünf Jahre, in denen Akram heiratete und Vater wurde, was er in seine Musik einfließen ließ. Das gemeinsam mit Gregg Karukas produzierte Album erschien 2012 und wurde im Jahr darauf mit dem Grammy Award für das beste New-Age-Album ausgezeichnet. Bereits ein Jahr später veröffentlichte Akram mit Daytime Dreamer sein fünftes Album.

## Diskografie
Alben
- Opal Fire (2002)
- Free as a Bird (2004)
- Secret Journey (2007)
- Echoes of Love (2012)
- Daytime Dreamer (2013)